# 盘龙 (作曲家)
盘龙（1960年—），男，瑶族，中国作曲家，享受国务院政府特殊津贴专家，中国音乐家协会理事。

## 生平
1982年毕业于安徽师范大学音乐专业，曾任安徽省歌舞剧院专职作曲，安徽省音乐家协会住会副主席。2013年12月，当选安徽省音乐家协会第六届主席团主席。2014年12月，当选安徽省文学艺术界联合会第六届委员会副主席。2018年12月，当选安徽省音乐家协会第七届主席团主席。

## 作品
- 《板蓝花儿开》、《江南江北我的家》（雷佳演唱）
- 《红红的太阳升起来》（王宏伟演唱）
- 《黄山黄河中国人》（宋祖英演唱）
- 《我找不到了我》（朱桦演唱）
- 《温暖岁月》（王莉演唱）
- 《皖赋》（张远、戴玉强演唱）

## 社会兼职
安徽省政协常委，中国音乐家协会理事，安徽省文学艺术界联合会副主席，安徽省音乐家协会主席。

## 奖项和荣誉
曾获1986-1996中国流行乐坛十年成就奖，首届中国音乐金钟奖，第七届上海亚洲音乐节金奖，国家广电总局“中国广播影视大奖”等。